# Чамзінка (смт)
Ча́мзінка (рос. Чамзинка, ерз. Чаунза) — селище міського типу, центр Чамзінського району Мордовії, Росія. Адміністративний центр Чамзінського міського поселення.
До складу селища були включені сусідні присілки Полковка та Сайгуші.

## Населення
Населення — 9463 особи (2010; 9906 у 2002).